# Harry Govier Seeley
 (janvier 2021).
Si vous disposez d'ouvrages ou d'articles de référence ou si vous connaissez des sites web de qualité traitant du thème abordé ici, merci de compléter l'article en donnant les références utiles à sa vérifiabilité et en les liant à la section « Notes et références ».
Pour les articles homonymes, voir Seeley.

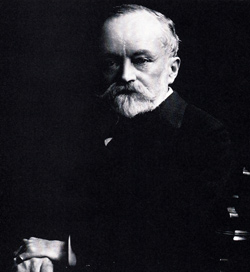
Harry Seeley.

Harry Govier Seeley (18 février 1839 - 8 janvier 1909) est un paléontologue britannique. 

## Biographie
Harry Govier Seeley devient assistant d'Adam Sedgwick au musée Woodwardian de Cambridge, en 1859. Il a plus tard travaillé pour le British Museum et le Geological Survey of Britain et enfin en 1872 au King's College après s'être marié. Il travailla ensuite pour d'autres collèges de Londres, en Angleterre.
Alors que les dinosaures étaient classifiés selon la structure de leurs pieds et la forme de leurs dents, Seeley est célèbre pour avoir émis l'hypothèse de l'existence des deux grands groupes de dinosaures, les Saurischia et les Ornithischia en soulignant les différences au niveau du bassin osseux. Cette découverte a été publiée en 1887 mais ses résultats dans une conférence en 1888. La classification proposée par Seeley a rapidement été adoptée et est toujours considérée comme valide. Seeley a découvert, décrit et nommé de nombreux dinosaures au cours de sa carrière par exemple, 11 lui sont attribués : Agrosaurus (1891), Anoplosaurus (1878), Aristosuchus (1887), Craterosaurus (1874), Macrurosaurus (1869), Orthomerus (1883), Priodontognathus (1875), Rhadinosaurus (1881), et Thecospondylus (1882).
Les descendants des Saurischia (terme qui dérive de lézard à ischion) sont les oiseaux et non pas des Ornithischia (terme qui dérive du grec oiseau à ischion) selon la théorie la plus admise. Ceci témoigne d'une mauvaise interprétation de Seeley. Il a trouvé les deux groupes si distincts qu'il était partisan d'une origine séparée, mais cette théorie a été invalidée dans les années 1980 lors de la mise au point de nouvelles techniques d'analyse cladistique qui a montré que les deux groupes ont des ancêtres communs au Trias. Dans Dragons of the Air (1901), Seeley faisait le parallèle entre les oiseaux et les Ptérosaures. Cet ouvrage se vendit très bien.